# ناوكي آبي
ناوكي آبي (باليابانية: 阿部直紀) هو منافس ألعاب قوى ياباني، ولد في 8 أبريل 1945.

## وصلات خارجية
- ناوكي آبي على موقع أوليمبيديا (الإنجليزية)